# Сенуше
Сенуше (словен. Senuše) — поселення в общині Кршко, Споднєпосавський регіон, Словенія. Висота над рівнем моря: 171,2 м.